# Avenida Paraná
A Avenida Paraná, é uma importante via da Curitiba, na região nordeste da capital paranaense.
A Avenida Paraná possui uma extensão de 5.210 metros, dividido em três pistas, iniciando-se no bairro Cabral, sendo uma continuação da Avenida João Gualberto, quando esta cruza com a Rua Bom Jesus, separando os bairros Cabral e Juvevê. A avenida termina quando se cruza com a Rua Theodoro Makiolka, no bairro Santa Cândida, quando passa a ser a Estrada de Colombo (PR-417), que liga o bairro a cidade de Colombo, na região metropolitana.
Por ela circulam várias linhas de ônibus entre Colombo e a região central de Curitiba, onde se situam três terminais de passageiros (Cabral, Boa Vista e Santa Cândida), que movimentam mais de 150 mil passageiros por dia.
A avenida tem destaque no comércio, com a presença de hipermercados. Entre os principais pontos de referência do bairro, encontramos:
- Igreja do Cabral, no início da via.
- A Rua da Cidadania do bairro Boa Vista[5]
- Unidade de Pronto Atendimento (UPA) da regional Boa Vista.